# Ilusión de Cornsweet

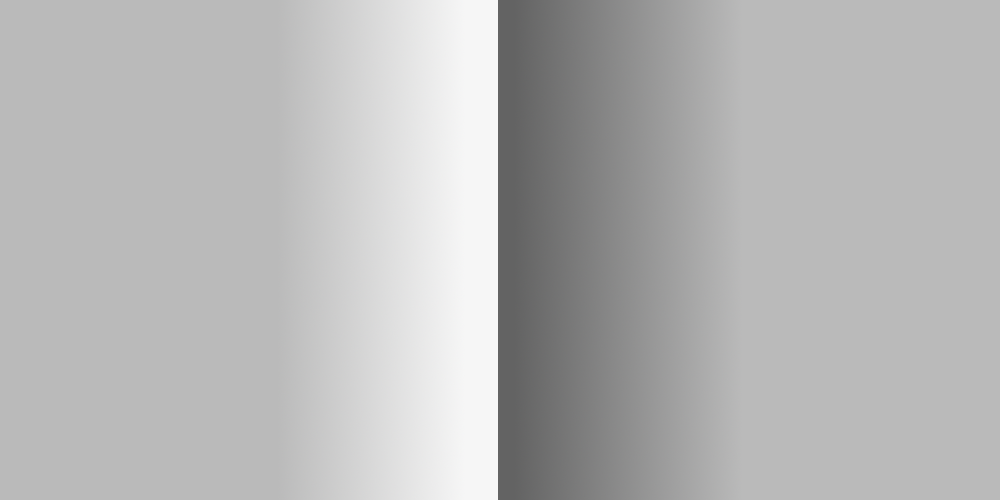
En un ejemplo de la ilusión Cornsweet, toda la mitad izquierda de este rectángulo parece ser más clara que la derecha. De hecho tienen el mismo brillo, salvo los degradados en el centro.

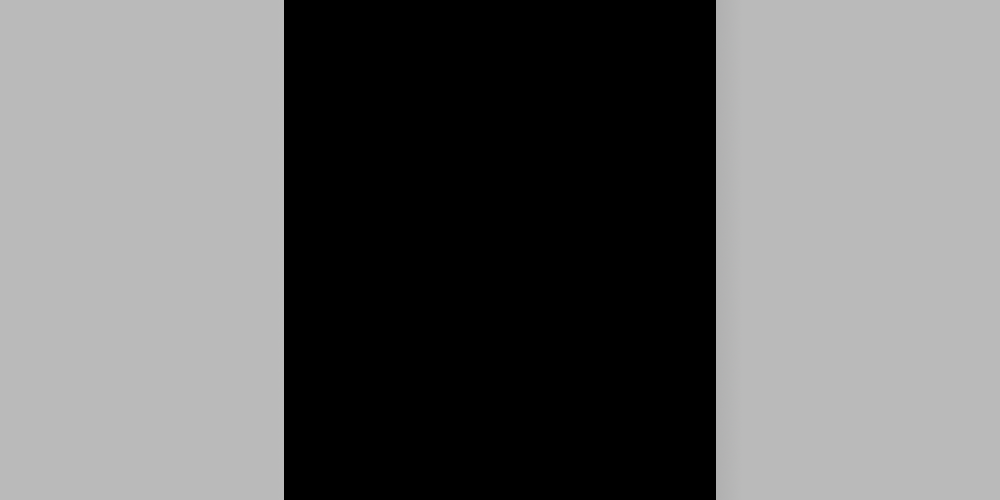
La misma imagen anterior, pero el borde del medio está oculto: las partes izquierda y derecha de la imagen se muestran del mismo color.

La ilusión de Cornsweet, también conocida como ilusión Craik-O'Brien-Cornsweet o ilusión Craik-Cornsweet, es una ilusión óptica que consiste en la percepción errónea de un cambio brusco en la luminosidad de una superficie, a pesar de que el gradiente de luminosidad es gradual y continuo. Fue descrita en detalle por el psicólogo estadounidense Tom Cornsweet a finales de los años 1960 de quien recibe su nombre. Kenneth Craik y Vivian O'Brien habían hecho observaciones anteriores en el mismo sentido.
La versión original de la ilusión consistía en un disco blanco y negro que giraba rápidamente, pintado de una manera que crearía la apariencia de un efecto de degradado cuando estaba en movimiento. Una versión estática equivalente de la ilusión se compone de un rectángulo gris donde la mitad izquierda se desvanece a un tono más claro a medida que se acerca a una línea central vertical, y la mitad derecha se desvanece a un gris más oscuro acercándose a la misma línea. Como resultado, toda la mitad izquierda del rectángulo parece más clara que la mitad derecha, pero en realidad el brillo de ambas áreas es exactamente el mismo. Esto se puede ver oscureciendo la región que contiene el borde.
Este fenómeno es similar al fenómeno del efecto contraste y a las bandas de Mach, pero se diferencia de él en dos aspectos importantes.
- En las bandas de Mach, el efecto se ve sólo en áreas cercanas al gradiente de intensidad. En la ilusión de Craik-O'Brien-Cornsweet, un área muy pequeña (el «borde» central afecta la percepción de áreas grandes enteras, partes de las cuales están distantes del borde).
- En la ilusión de Cornsweet, la región adyacente a la parte clara del borde parece más clara y la región adyacente a la parte oscura del borde parece más oscura, justo lo contrario de los efectos de contraste habituales.

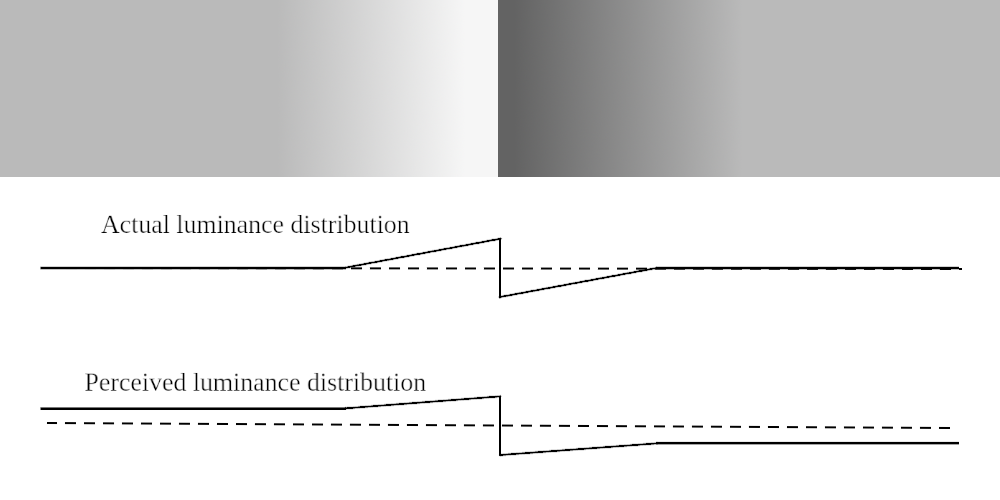
La distribución real de luminancia en la imagen y la percepción típica de luminancia.

Una versión mucho más convincente y dramática del efecto se puede ver en el artículo de Purves, Lotto y Nundy,  donde se presenta dentro de una imagen casi realista de objetos sólidos e iluminados; y dan una explicación de ésta y otras ilusiones, en las que se postula que el sistema visual y el cerebro generan percepciones sobre una base empírica que se parece mucho a un reflejo. Según explican, «... [la percepción] no se ajusta a las características del estímulo retiniano o las propiedades de los objetos subyacentes, sino con lo que los mismos estímulos o similares han significado en el pasado».[cita requerida]

## Otras lecturas
- Purves D, Shimpi A, Lotto RB (1999) Una explicación empírica del efecto Cornsweet. J. Neurosci. 19:8542-8551.
- Purves D, Lotto RB (2003) Por qué vemos lo que hacemos: una teoría empírica de la visión. Sunderland, MA: Sinauer Associates.
- Purves D, Lotto RB (2004) El efecto Cornsweet. Enciclopedia de Neurociencia, tercera edición Elsevier Science Publishing Co.